# Кочићев вијенац
Кочићев вијенац - Хисета је градска четврт у насељеном мјесту Бања Лука. У Кочићевом вијенцу постоји истоимена мјесна заједница. 

## Спорт
Кочићев вијенац је сједиште фудбалског клуба БСК.

## Становништво
Према попису становништва из 1991. године, у насеље је живјело 7.864 становника.

## Галерија
- Храм успења пресвете Богородице у Кочићевом вијенцу
- Стадион ФК БСК-а
- Ријека Врбас